# Miroslav Kravar
Miroslav Kravar, hrvaški jezikoslovec, klasični filolog in akademik, * 6. april 1914, † 14. januar 1999.
Kravar je deloval kot redni profesor za klasično filologijo in hrvaški jezik Filozofske fakultete v Zadru in stalni redni profesor na Univerzi v Bonnu in bil dopisni član JAZU oz. HAZU (od 1983) ter Slovenske akademije znanosti in umetnosti (od 1985).